# تشارلز كيتل
تشارلز كيتل (بالإنجليزية: Charles Kittel) (و. 1916 – م - 15 مايو 2019) هو فيزيائي، ومهندس، وأستاذ جامعي من الولايات المتحدة الأمريكية . ولد في مدينة نيويورك .
وهو عضواً في الأكاديمية الوطنية للعلوم، والأكاديمية الأمريكية للفنون والعلوم .

## التعليم
تعلم في جامعة كامبريدج، وجامعة ويسكونسن-ماديسون

## مناصب وهيئات
أدار معهد ماساتشوست للتكنولوجيا، وجامعة كاليفورنيا، بركلي.

## جوائز
حصل على جوائز منها:
- قلادة أورستد (1979)
- Oliver E. Buckley Condensed Matter Prize (1957)
- زمالة غوغنهايم.